# Михаил Пселл
Михаи́л Пселл (др.-греч. Μιχαὴλ Ψελλός, 1018, Константинополь — около 1078 или позже) — учёный византийский монах, приближённый ко многим императорам; автор исторических и философских трудов, математик. Одним из первых выдвинул в противовес средневековому увлечению Аристотелем учение Платона, чем подготовил расцвет платонизма в годы Возрождения. Наиболее известное произведение Пселла — исторический труд «Хронография».

## Биография
Сын бедных родителей, которые вследствие бывших им во сне видений предназначили его к учёной карьере, с 10-ти лет поступил в школу, где обучался грамматике и пиитике; в 16 лет перешёл к высшему образованию и изучал риторику, философию и юриспруденцию; в 1037 году поступил на службу в феме Месопотамия, где, благодаря связям, получил место судьи. До пострижения носил имя Константин. При Михаиле V Пселл был асикритом (чиновником императорской канцелярии). В это время он ревностно занимался науками, особенно философией, изучал Аристотеля, Платона и Прокла.
В 1043 году Пселл написал панегирик Константину Мономаху и в том же году оказался в числе наиболее приближённых к императору лиц; он стал протосинкритом, а затем вестом и вестархом, то есть достиг 7 чина по византийской табели. В царствование Мономаха им сочинены были ещё 4 панегирика императору, очень льстивые и не заслуживающие веры; наградой ему за это были василикат Мадита, то есть право собирать подати с этого города, и передача ему в управление (харистикию) нескольких монастырей. Когда под конец царствования Мономаха положение Пселла было поколеблено, он постригся и принял имя Михаила, а когда император умер, удалился на малоазиатский Олимп в монастырь.
Вызванный отсюда Феодорой, он вновь был приближен ко двору и награждён титулом ипертима. В 1057 году Пселл императором был послан к восставшему Исааку Комнину, чтобы уговорить его на мир; Пселл очень понравился Комнину, и при вступлении его на престол, сделан был проэдром и позже, как видно из его переписки, был очень близок со всем домом императора. По желанию Комнина, Пселл написал обвинительный акт против прежнего своего друга, низложенного патриарха Михаила Кируллария. В 1059 году Пселл интриговал в пользу возведения на престол Константина Дуки, преуспел в этом, был приближен и к этому императору и получил от него чин протопроедра. Для сына императора, Михаила Дуки, Пселл написал несколько учебников.
Воцарение Романа Диогена в 1068 году уменьшило значение Пселла при дворе, зато после пленения Романа Пселл подал Михаилу Дуке совет разослать по всей империи указы, с объявлением, что Роман Диоген лишён престола; однако, когда последний был ослеплён, Пселл счёл нужным обратиться к нему с утешительным письмом. При Михаиле VII Пселл играл очень видную роль: писал письма от имени императора, составлял хрисовулы, разбирал тяжбы и т. п. В последние годы правления Михаила VII полностью утратил влияние и, видимо, поэтому вынужден был устраниться от придворной жизни.
Дата смерти Пселла точно неизвестна. Некоторые учёные датируют её 1078 годом (либо около 1076—1077 годов), другие считают, что в 1096 году он был ещё жив.

## Творчество
Служивший при девяти императорах Пселл не мог похвалиться стойкостью убеждений; хитрость и льстивость, которыми он отличался, делают его типичным византийским чиновником; не чуждался он и взяток. Тем не менее, он — выдающаяся по способностям и знаниям личность. Очень долгое время он был преподавателем основанной им в Константинополе школе, где обучал риторике, философии и истории права; особенное внимание он обращал на философию Платона. Риторические его упражнения представляли часто странный выбор тем, вроде, например, похвалы блохе, вши или клопу; очевидно, для него важным казалось лишь умение красиво слагать фразы. Сочинения Пселла чрезвычайно разнообразны. Он писал трактаты по всем наукам: философии, грамматике, праву, агрономии, медицине, математике, риторике, музыке; по его произведениям можно составить себе общую картину византийской образованности XI века. Специальный интерес представляют сочинения Пселла для русской истории, потому что в них говорится о варяго-русской дружине императоров и подробно описан последний поход Руси на Византию. Очень важны живые и интересные мемуары Пселла и многочисленные письма его к императорам, патриархам, различным высокопоставленным лицам, монахам и другим. Первое издание сочинений Пселла вышло в 1503 г.

### Исторические работы
Пселл — автор двух исторических произведений — «Краткой истории царей старшего Рима, а также младшего с опущением тех царей, которые не совершили ничего достопамятного, начинающаяся с Ромула» и «Хронографии».
Самой известной историографической работой Пселла является «Хронография», охватывающая правление четырнадцати императоров и императриц XI века. Сочинение представляет особый интерес, так как Пселл большую часть жизни провёл при императорском дворе и многие события описывает глазами очевидца и непосредственного участника.

### Математические сочинения Пселла
Из математических сочинений Пселла большей известностью особенно в XVI веке пользовалось переведенное на латинский язык Ксиландером и изданное в 1556 году под заглавием: «Arithmetica, Musica, Geometria et Astronomia». Кроме этого полного издания, в свет вышли также и некоторые отдельные части сочинения. Из изданий этого рода в настоящее время известны: «Ψελλοῦ τῶν περὶ ὰριθμητικῆς σύνοψις» (П., 1538), «Arithmetica, Musica et Geometria Mich. Pselli» (1592), «M. Pselli compendium mathematicum» (1647). Сочинение Пселла носит на себе яркий отпечаток представляемой им эпохи полного упадка греческой математики. Арифметическая его часть содержит только одни имена и подразделения чисел и отношений, между которыми изредка встречаются утверждения вроде следующих: «единица не число, а корень и начало чисел», «дважды два и два, сложенное с двумя, равны, чего с другими числами не бывает». В отделе музыки даются объяснения тонов и их видов. Наконец, отделы геометрии и астрономии занимаются только объяснениями отдельных учений безо всяких доказательств. Из других сочинений Пселла были напечатаны: «Liber de lapidum virtutibus» (Тулуза, 1615) и «De terrae situ, figura et magnitudine».

«логический квадрат»

Авторству Михаила Пселла принадлежит так называемый «логический квадрат», в коем наглядно выражается отношение различных видов суждений. Ему принадлежат названия различных modi (греч. τρόποι) фигур. Эти названия, латинизированные, перешли в западную логическую литературу.
Михаил Пселл, следуя Теофрасту, пять modi четвёртой фигуры относил к первой. Название видов имело у него в виду мнемонические цели. Ему же принадлежит и общеупотребительное обозначение буквами количества и качества суждений (а, е, i, о). Учения логические у Пселла носят формальный характер. Сочинение Пселла было переведено Уильямом из Шервуда и получило распространение благодаря переделке Петра Испанского (папы Иоанна XXI). У Петра Испанского в его учебнике заметно то же стремление к мнемотехническим правилам. Латинские названия видов фигур, приводимые в формальных логиках, взяты у Петра Испанского. Пётр Испанский и Михаил Пселл представляют собой расцвет формальной логики в средневековой философии.

### Богословские сочинения Пселла
Наиболее подробная библиография богословских сочинений Пселла, выделенных из его огромного наследия, содержится в книге архимандрита Амвросия (Погодина), кроме того, указания на некоторые религиозно-философские трактаты и общий обзор творений также содержится у К.Крумбахера, в Лексиконе богословия и Церкви и Католической Энциклопедии. К догматическим творениям Пселла относится стихотворение «О догмате», а также начальные главы Διδασκαλία Παντοδαπή («Всестороннего учения»), где содержится исповедание веры, рассматривается троичный догмат, объясняется христианская терминология. Единственным литургическим сочинением Пселла, посвящённым целиком истолкованию евхаристических обрядов, является стихотворная поэма «О литургической жертве». Проповеди Пселла — это «Слово на Благовещение», на Усекновение главы Иоанна Крестителя, на перенесение мощей архидиакона Стефана, о чудесах Архистратига Михаила, на Пасху и др. Важнейшее экзегетическое сочинение Пселла — толкование на библейскую книгу «Песнь песней». Трактаты по антропологии наиболее многочисленны, это главы «Всестороннего учения» — «Об уме» (гл. 20-26), «О душе» (гл. 27-31), «О добродетелях» (гл. 48-58), а также весомая часть издания трактатов Пселла «Philosophica Minora», где среди прочих содержится также трактат «О предопределении смерти», который опровергает учение о безусловном предопределении Богом всех событий в жизни человека. Трактаты по демонологии представляют собой синтез античных и святоотеческих учений о демонах. Это сочинения — «О демонах», «О действиях демонов», «Некоторые представления эллинов о демонах», «Расположение демонов у эллинов». Кроме всего перечисленного у Пселла имеются любопытные трактаты: «О богословии и разделении с учениями эллинов» — посвящён поиску точек соприкосновения античности и христианства, а также «Отвержение учения оригенистов о восстановлении тел, и отчасти его опровержение», где Пселл обличает учение о всеобщем восстановлении, называя его «неразумным нечестием».
В наиболее объёмном издании богословских сочинений Пселла «Michaelis Pselli theologica» опубликованы трактаты, посвящённые толкованию творений свят. Григория Богослова, а также некоторых изречений Священного Писания. Издание «Michaelis Pselli poemata» содержит стихотворные сочинения: богослужебные каноны (служба Симеону Метафрасту и Косьме Майумскому), стихотворения о сотворении Адама, его изгнании и об Антихристе (καὶ περὶ τοῦ Ἀντιχρίστου), литургическую поэму Пселла, полемическое сочинение — стихи против Латинян, о Крещении, «к душе», — пиитическое стихотворение, продолжающее, по-видимому, жанр «исповеди», основанный ещё блаж. Августином, а также краткие стихотворения на праздники и различные религиозные темы.
Крупнейшие отечественные исследования жизни и литературной деятельности Пселла — монографии П. В. Безобразова и Я. Н. Любарского дают наиболее полную, на сегодняшний день, картину биографии Пселла и его творчества.

### О трагедии (Псевдо-Пселл)
Пселлу также приписывается небольшой трактат «О трагедии» (др.-греч. Περὶ τραγῳδίας), который по большей части воспроизводит классические определения структуры и поэтических жанров античной трагедии из «Поэтики» Аристотеля, но также сообщает некоторые ценные подробности о её музыкальном оформлении. Псевдо-Пселл выделяет пять типов (жанров?) хоровой песни: парод, стасим, эммелия, коммос и эксод. По (текстомузыкальной) форме хоровые песни он подразделяет на «периодические» (каждый раздел написан в своём метре) и «антистрофические» (антистрофа воспроизводит метрику строфы).

## Перечень сочинений Пселла
- Хронография
- О смерти
- Письмо монаху Иоанну Ксифилину, ставшему патриархом
- Рассуждение относительно определения смерти
- Слово на Благовещение Пресвятой Богородицы
- Всестороннее учение
- Толкование на «Песнь Песней»
- Энкомий (похвала) прп. Симеону Метафрасту[26]
- Введение в науку о ритме (др.-греч. Προλαμβανόμενα εἰς τὴν ῥυθμικὴν ἐπιστήμην)

## Издания сочинений Михаила Пселла

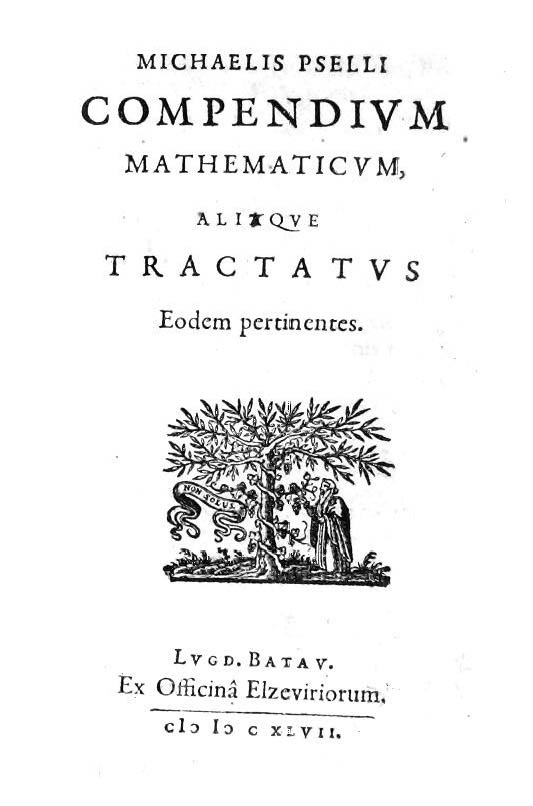
Compendium mathematicum, 1647

- Διδασκαλία Παντοδαπή // PG V. 122. Col. 687—784.
- Dyck, A.R. Michael Psellus: The essays on Euripides and George of Pisidia and on Heliodorus and Achilles Tatius. Wien, 1986.
- Fisher E.A. Image and Ekphrasis in Michael Psellos' Sermon on the Crucifixion // Byzantinoslavica 55 (1994) fasc. 1. 44-55.
- Garzya A. Un encomio del vino, inedito di Michele Psello / Byzantion. 35 (1969) 418—428.
- Gautier P. Lettre au Sultan Malik-Shah Rédigée par Michel Psellos // REB 3 (1977) 73-97.
- Joannou P. Aus den unedierten schriftes des Psellos: das lehrgedicht zum messopfer und der traktat gegen die vorbestimmung der todesstunde // BZ 51 (1958) 1-14.
- Joannou P.P. Démonologie populaire — demonologie critique au XIe siècle. La vie inéohte de S. Auxence par M. Psellos. Wiesbaden, 1971.
- Περί δόγματος // PG V. 122. Col. 812—817.
- Pselli ad imperatorem dominum Michaelem Ducam solutiones breves quaestionum naturalium // PG V. 122. Col. 783—810.
- Psello Michele. Autobiografia: encomio per la madre. Ed. by Criscuolo U. Naples, 1989 S. 85-153.
- Psellos Michel. Chronographie ou histoire d’un siècle de Byzance (976—1077). Texte établit et traduit par Renauld E. I—II. Paris, 1926—1928. [TLG 2702 1].
- Psellos Michael. De Omnifaria Doctrina. Critical text and Introduction of L.G. Westerink. Utrecht, 1948.
- Psellos Michael. De operatione daemonum. Ed. Boissonade F. Nurenberg. 1838.
- Psellos Michael. Encomio per Giovanni plissimo mitropolita di Euchaita. Padora, 1968.
- Psellus Michael. In Mariam Sclerenam. Ed. by Spadaro, M.D. Catavia, 1984. S. 71-88.
- Psellus Michael. Orationes forenses et acta / Ed. by Dennis G.T. Stuttgart, 1994.
- Psellus Michael. Orationes panegyricae / Ed. by Dennis G.T. Stuttgart, 1994.
- Psellus Michael. Oratoria minora / Ed. by Littlewood, A.R. Leipzig, 1985
- Psellus Michael. Philosophica minora (Opuscula logica, physica, allegorica, alia) edr. Duffy, J.M. Leipzig, 1992. V. I. S. 1-283. [TLG 2702 10]
- Psellus Michael. Philosophica minora (Opuscula psychologica, theologica, daemonologica) / Ed. by D.J. O’Meara. Leipzig, 1989. V.2.
- Psellus Michael. Poemata / Ed. by L.G. Westerink. Stuttgart, Leipzig, 1992. [TLG 2702 15].
- Michaelis Pselli Scripta minora magnam partem adhuc inedita / Ed. Kurts E., Drexl F. Milano, Vol. I. 1936; Vol II. 1941.
- Psellus Michael. Theologica / Ed. by P. Gautier. Leipzig, 1989. V.1. [TLG 2702 12].
- Безобразов П. В. Хрисовул императора Михаила VII Дуки // ВВ 6 (1899) 141—143.
- Истрин В. М. Греческие списки Завещания Соломона. Одесса, 1898.
- Михаил Пселл. Богословские сочинения / пер. архим. Амвросия (Погодина). СПб., 1998.
- Михаил Пселл. Обзор риторических идей. О сочетании частей речи. Вестарху Пофосу. Спросившему, кто лучше писал стихи, Еврипид или Писида / Приложение //Античность и Византия. М., 1975. С. 158—160.
- Михаил Пселл. О душе. О времени. О движении. Какому-то учителю. Соученику Роману. Какому-то ученику. Митрополиту Василеона Синету. Письмо монаху Иоанну Ксифилину, ставшему патриархом // Памятники византийской литературы IX—XIV веков. М., 1969. С. 148—155.
- Михаил Пселл. Хронография. Краткая история / Пер. Я. Н. Любарский, Д. А. Черноглазов, Д. Р. Абдрахманова. М., 1978.